# Дока (гэ)
Дока (яп. 銅戈, どうか «бронзовое гэ») — разновидность бронзового гэ (колюще-рубящее древковое оружие), лезвие которого крепилось к длинному древку под прямым углом. Получил распространение в период Яёй (800 (300) год до н. э. — 300 год н. э.). Изготавливался литьем из бронзы. Имел длину лезвия до 40 см.

## Краткое описание
Бронзовые гэ дока происходят из Китая. В середине 1 тысячелетия до н. э. их завезли на Японский архипелаг с Корейского полуострова, но в начале нашей эры японцы наладили собственное производство этих орудий. Несмотря на то что другие разновидности материкового оружия — бронзовые мечи докэн и копья дохоко — использовались японцами в войнах, дока были исключительно сакральными предметами — украшениями и оберегами.
Существует три основных типа дока:
- гэ с узким лезвием (яп. 細形銅戈) — использовался в начале периода Яёй, обнаружен на севере острова Кюсю в урновых керамических захоронениях.
- гэ с относительно узким лезвием (яп. 中細形銅戈) — гэ с несколько расширенным лезвием; использовался в конце периода Яёй, обнаружен преимущественно на Кюсю, в префектурах Фукуока и Сага.
- гэ с лезвием средней ширины (яп. 中広形銅戈) — использовался в конце периода Яёй, обнаружен преимущественно на Кюсю, в префектурах Фукуока и Сага и районах Внутреннего Японского моря. Применялся как предмет культа[1].
- гэ с широким лезвием (яп. 広形銅戈) — использовался в конце периода Яей, преимущественно на Кюсю и районе Внутреннего Японского моря. Применялся как предмет культа, поскольку такое широкое лезвие непрактично с военной точки зрения. Образцов оружия этого типа мало, но находят много форм для его отливки.

Существуют также различия в декоре алебард Кюсю и района Внутреннего Японского моря. Первые имеют полосатый орнамент, вторые — полосато-зубчатый.
Самой северной точкой распространения бронзовых гэ считают город Накано в префектуре Нагано в центре острова Хонсю.